# 面生歯
面生歯（めんせいし、英: pleurodont）とは、顎の骨の内側と融合している歯をいう。 有鱗目では一般的である。